# Anderhalvemetersamenleving
De anderhalvemetersamenleving (ook anderhalvemetereconomie of anderhalvemetermaatschappij) is een voorgestelde ordening van de samenleving waarbij mensen anderhalve meter afstand houden van elkaar. De term wordt gebezigd voor een maatschappij waarbij mensen in de publieke ruimte aan sociale onthouding doen om een epidemie te voorkomen of in te dammen bij het ontbreken van vaccins. Het begrip kreeg bekendheid als een transitiestrategie voor de coronapandemie en werd verkozen tot Woord van het jaar 2020.
Een anderhalvemeterregel maakt het mogelijk dat ook niet-vitale onderdelen van een maatschappij en economie beperkt kunnen functioneren. Voorwaarden voor een dergelijke risicofase na een lockdown is dat er voldoende capaciteit en infrastructuur is om een uitbraak snel in te dammen.

## Ontstaan van het idee
Tijdens de coronacrisis werden door veel landen hygiëne- en afstandsmaatregelen ingesteld om de verspreiding van SARS-CoV-2 tegen te gaan. Tegelijkertijd leidden deze maatregelen tot een nieuwe manier van samenleven wat in Nederland werd aangeduid met de term anderhalvemetermaatschappij. Minister Wiebes liet op 27 maart 2020 weten dat hij druk bezig is met ondernemers om concepten te ontwikkelen voor de "1,5-meter-economie". Op 28 maart 2020 noemde de voorzitter van VNO-NCW MKB Noord, Sieger Dijkstra, de werkelijkheid na de coronacrisis de "anderhalve meter-economie". Op 9 april 2020 was "anderhalvemetersamenleving" het woord van de week. Om de uitbraak van het coronavirus te stabiliseren werd een intelligente lockdown van kracht. Door de lockdown verloren veel bedrijven veel of de gehele omzet. Een van de maatregelen is om anderhalve meter afstand te houden. Ondernemers opperden de anderhalvemetersamenstelling als mogelijkheid voor na de lockdown, zodat zij weer klandizie zouden krijgen. Horeca-ondernemers passen hun bedrijven er al op aan. Ook bioscopen denken aan heropening met aanpassingen. De anderhalvemetersamenleving wordt door zeer velen als zeer onnatuurlijk ervaren. Op 14 september 2021 werd de aankondiging gedaan tot de anderhalvemeteropheffing ingaande op 25 september 2021. Op 23 november 2021 werd aangekondigd dat de anderhalve meter de volgende dag weer verplicht werd. Er gold nu echter een uitzondering op plaatsen waar een coronatoegangsbewijs verplicht was.

## Politieke reactie
Premier Mark Rutte verklaarde op 7 april 2020 in een persconferentie dat Nederland zich moet voorbereiden op een "anderhalvemetersamenleving". Hoe de politiek eruit gaat zien is nog onbekend. Op 15 april vraagt hij in een persconferentie dat alle bedrijfstakken zich moeten voorbereiden met protocollen hoe ze weer open kunnen. Hij zei: „We moeten ons voorbereiden op een overgangsfase. Er worden nu in heel veel sectoren mogelijkheden verkend om handen en voeten te geven aan wat straks misschien wel kan. Dat gaat hoe dan ook gepaard met heel veel maatschappelijke dilemma’s. Het gaat letterlijk om verdeling van schaarse ruimte.”

## Wetgeving
De afstandseis is opgenomen in de landelijke modelnoodverordening die in maart 2020 is opgesteld door het Veiligheidsberaad als lid van de Ministeriële Commissie Crisisbeheersing. De modelnoodverordening is in alle veiligheidsregio's omgezet in een noodverordening, soms met aanvullende artikelen. Artikel 2.2. ('Niet in acht nemen veilige afstand') luidt:
1. Het is verboden zich in een groep van drie of meer personen op te houden zonder tot de dichtstbijzijnde persoon in die groep en andere personen een afstand te houden van ten minste 1,5 meter.
Uitgezonderd van het verbod zijn personen die een gezamenlijke huishouding vormen en kinderen tot en met 12 jaar die samenspelen onder toezicht van een of meer van hun ouders of voogden die daarbij onderling een afstand van 1,5 meter in acht nemen.
De noodverordening verbood openstelling van vele voorzieningen. Hier bovenop verbood de noodverordening alle samenkomsten en evenementen. Uitgezonderd hiervan waren, mits 1,5 meter afstand werd gehouden:
- wettelijk verplichte samenkomsten, zoals vergaderingen van gemeenteraden (maximaal honderd personen)
- samenkomsten die nodig zijn voor de continuering van de dagelijkse werkzaamheden van organisaties (maximaal honderd personen)
- uitvaarten en huwelijksvoltrekkingen (maximaal dertig personen)
- levensbeschouwelijke samenkomsten (maximaal dertig personen)

## Anderhalvemeterprotocol
De Nederlandse overheid riep op om per sector een protocol voor de anderhalvemetersamenleving op te stellen. Een door de sector gedragen anderhalvemeterprotocol werd als voorwaarde gesteld om weer in bedrijf te kunnen. De protocollen worden opgesteld samen met de betreffende vakbond, werkgeversorganisatie en verantwoordelijk ministerie. Afstemming en begeleiding van de protocollen voor het bedrijfsleven werd gedaan door VNO-NCW. Door het ministerie van EZK en VNO-NCW werd een kader vastgesteld voor een toetsing over wat een anderhalvemeterprotocol diende te bevatten:
- 1,5m afstandsregel, beschermingsmiddelen en hygiëne
- Handhaving
- Dekkend voor alle bedrijfsonderdelen
- Afstemming met sociale partners zoals vakbeweging
- Inzet communicatiemiddelen
- Innovatie

Er vindt wekelijks overleg plaats in een coronacrisisberaad.  Een interdepartementale werkgroep onder leiding van de Nationaal Coördinator Terrorismebestrijding en Veiligheid toetst de protocollen.

### Protocollen per sector
Op 18 mei 2020 waren meer dan 150 coronaprotocollen opgesteld. Voorbeelden van protocollen zijn:
- Protocol Financieel advies[22]
- Protocol Verantwoord winkelen[23], met onderliggende protocollen voor supermarkten, slijterijen en drogisterijen[24]
- Algemeen protocol voor de sport met onderliggende protocollen voor ruitersport, fitness, klimsport, zwembaden, squash en golf.[25]
- Protocol voor veilig zorgvervoer en taxivervoer[26]
- Protocol bioscopen en filmtheaters[27]
- Protocol ‘Verantwoord varen’[28]
- Protocol oogmeting[29]
- Protocol voor intelligente heropening van de musea[30]
- Protocol Samen veilig doorwerken[31]
- Protocol verantwoord reizen met openbaar vervoer[32]
- Het Nationaal Film en AV Productie Protocol Corona[33]
- protocol ‘Gefaseerde openstelling bibliotheekvestigingen’[34]

Sommige branches zagen weinig mogelijkheden om een rendabel anderhalvemeterprotocol op te stellen. Bij 70% van de horeca leek de anderhalvemeterregel onrendabel. Koninklijke Horeca Nederland heeft desalniettemin op 16 april een concept-protocol bij het Ministerie van Economische Zaken en Klimaat ingediend.
Vanaf 25 september 2021 werden alle regels opgeheven en daarmee ook de anderhalvemeterregel. Op 2 november 2021 werd de anderhalvemeterregel in de vorm van een dringend advies wederom ingevoerd. Op 23 november 2021 werd bekend dat het kabinet de anderhalvemetermaatregel per 24 november 2021 weer verplicht stelt.
Vanaf 25 februari 2022 werden alle maatregelen opgeheven zo ook de anderhalvemetermaatregel

## In populaire cultuur
- 1,5 Meter van Ali B met Alberto Stegeman en Jandino Asporaat, maart 2020[39]
- Ik **** je op afstand van Arjen Lubach en Merol, april 2020[40]

## Afbeeldingen

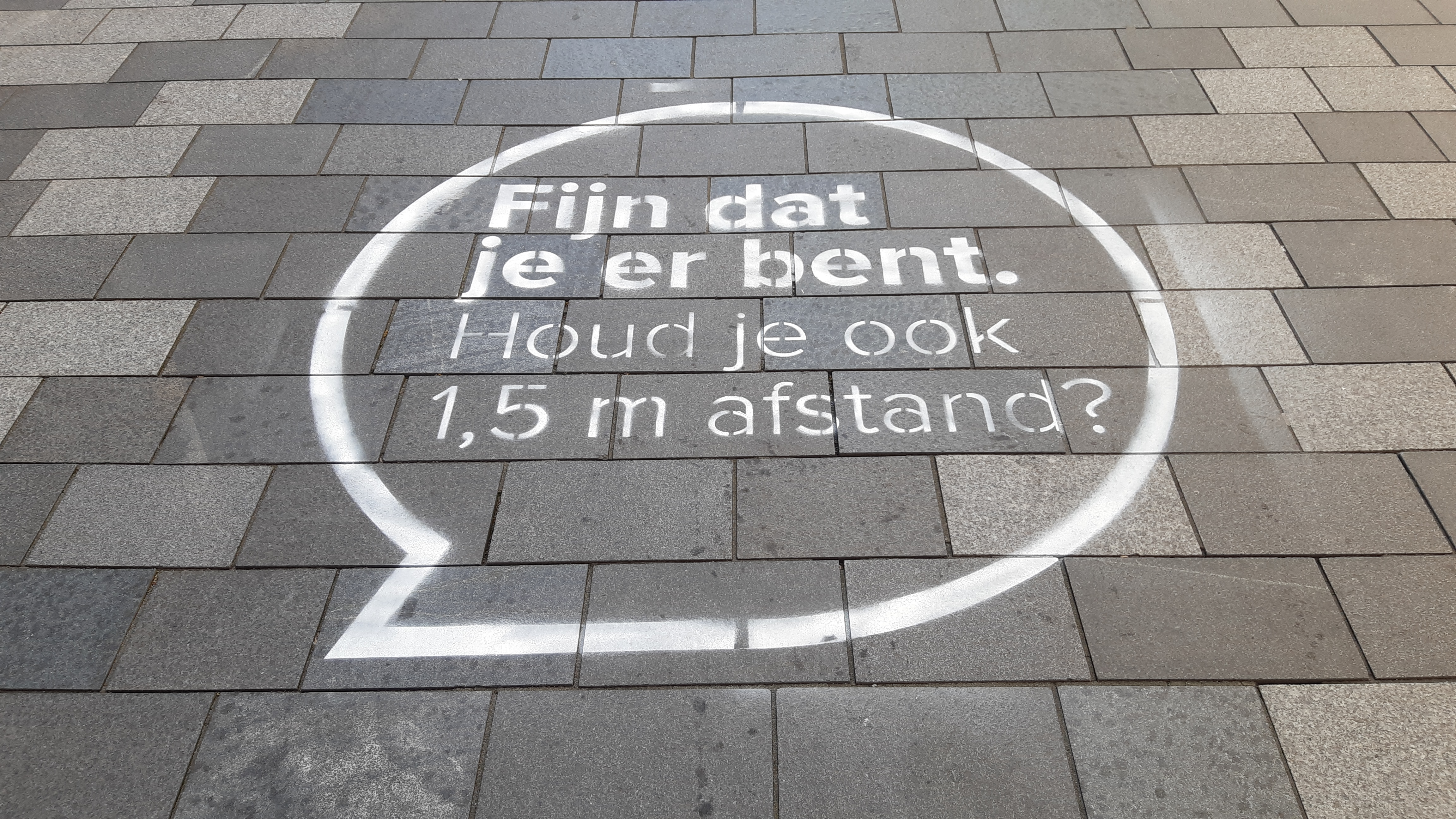
In winkelcentrum City Plaza, Nieuwegein
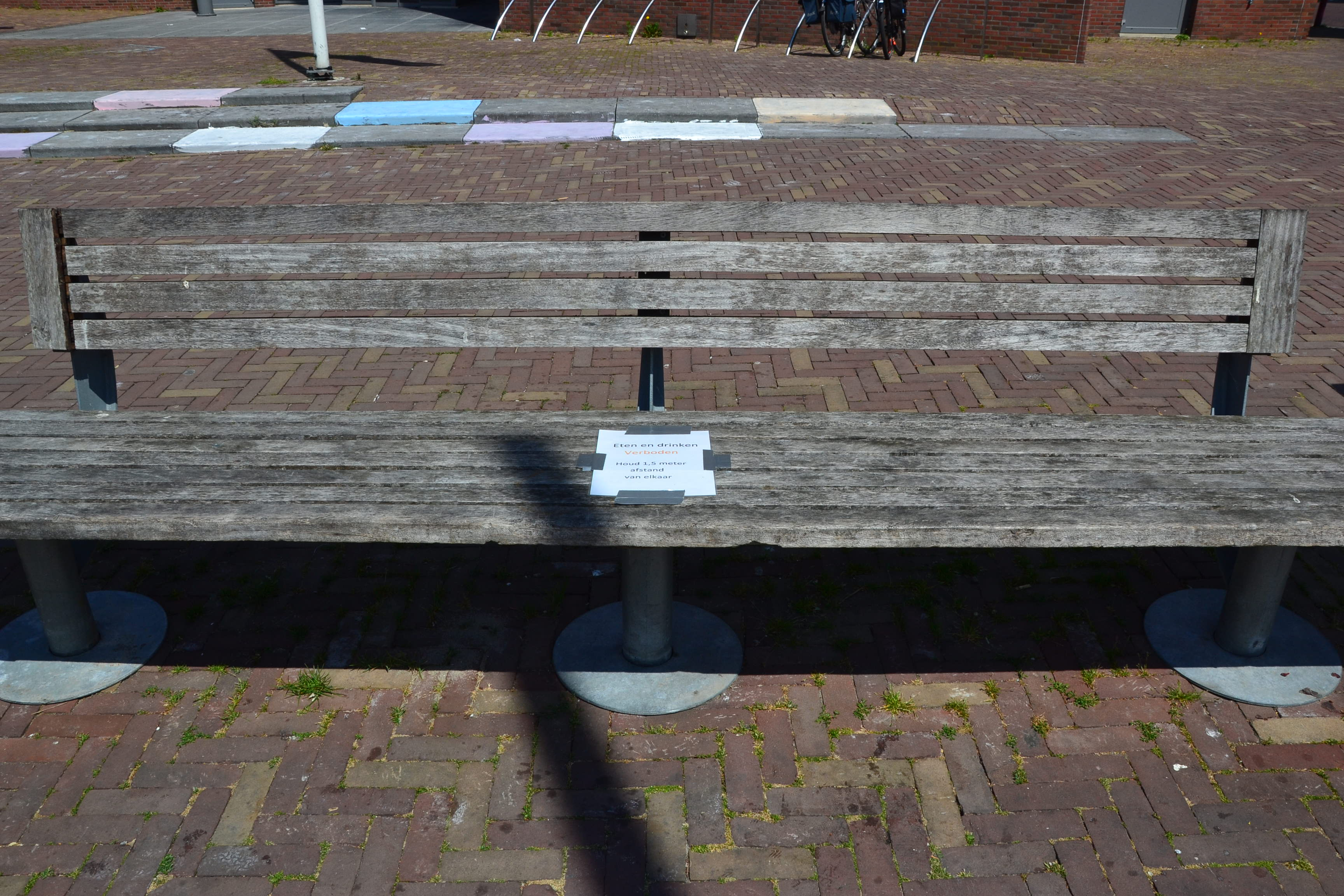
Op een bank op het Raadhuisplein, Bodegraven
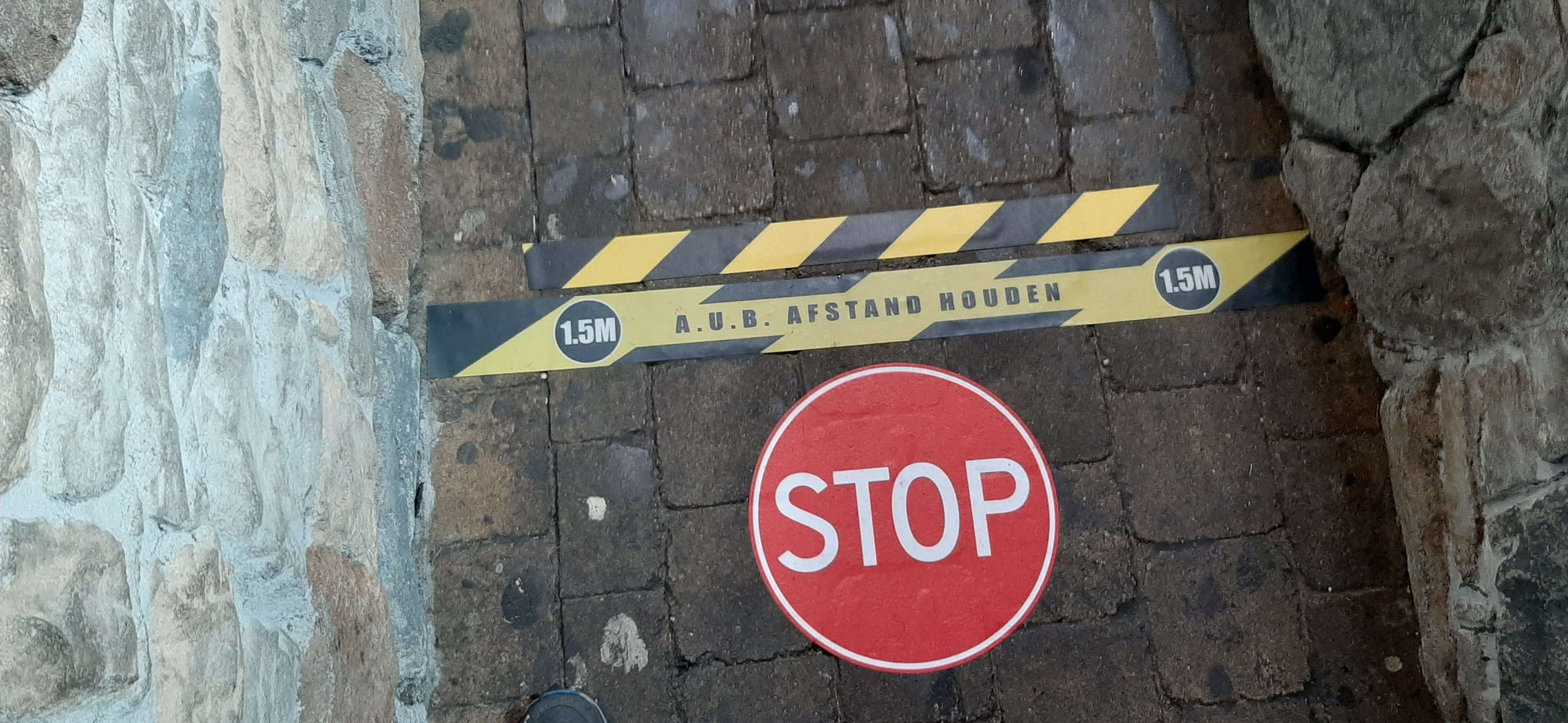
maatregelen in Attractiepark Toverland
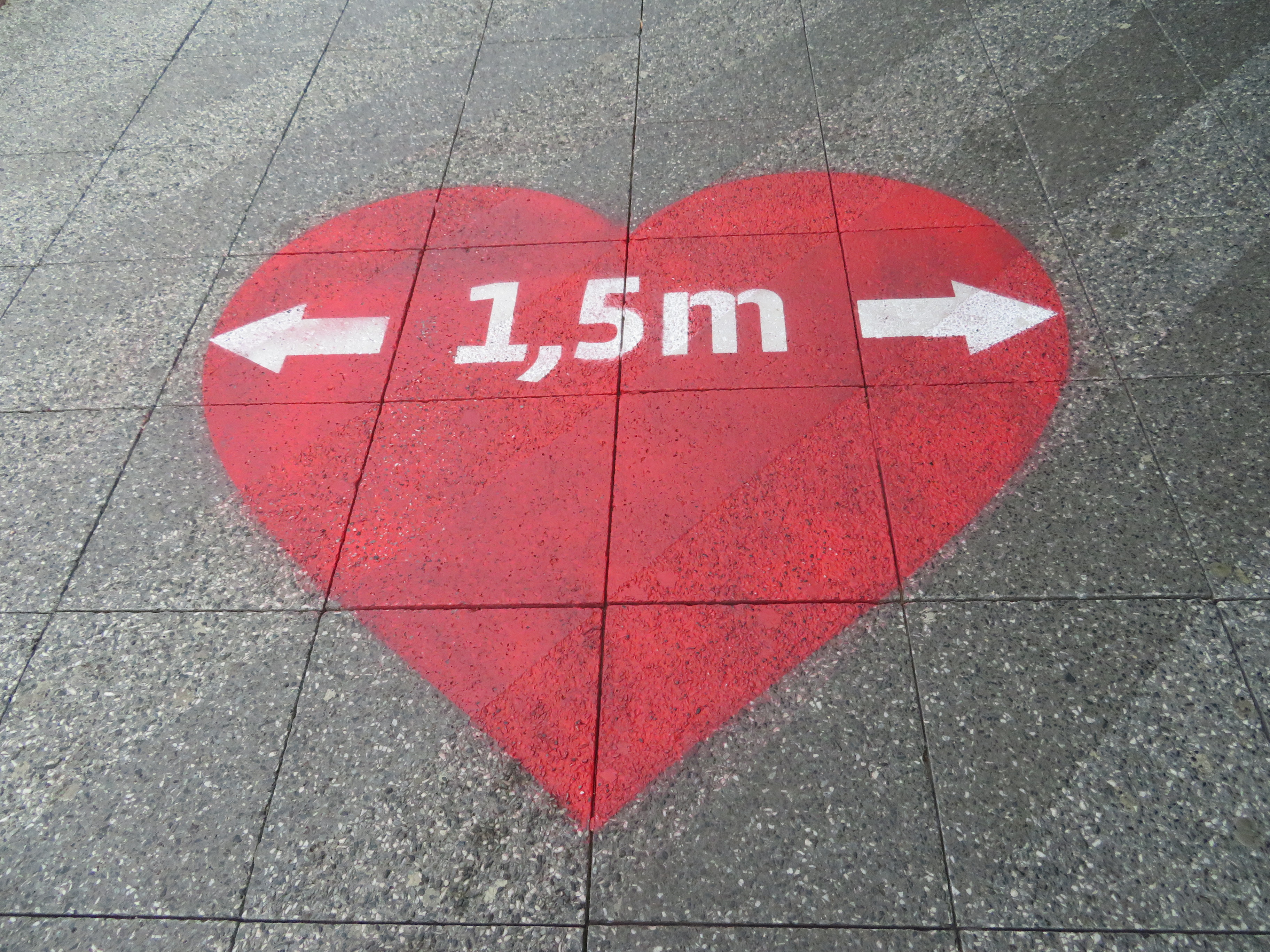
regels in het winkelcentrum Boven 't Y in Amsterdam
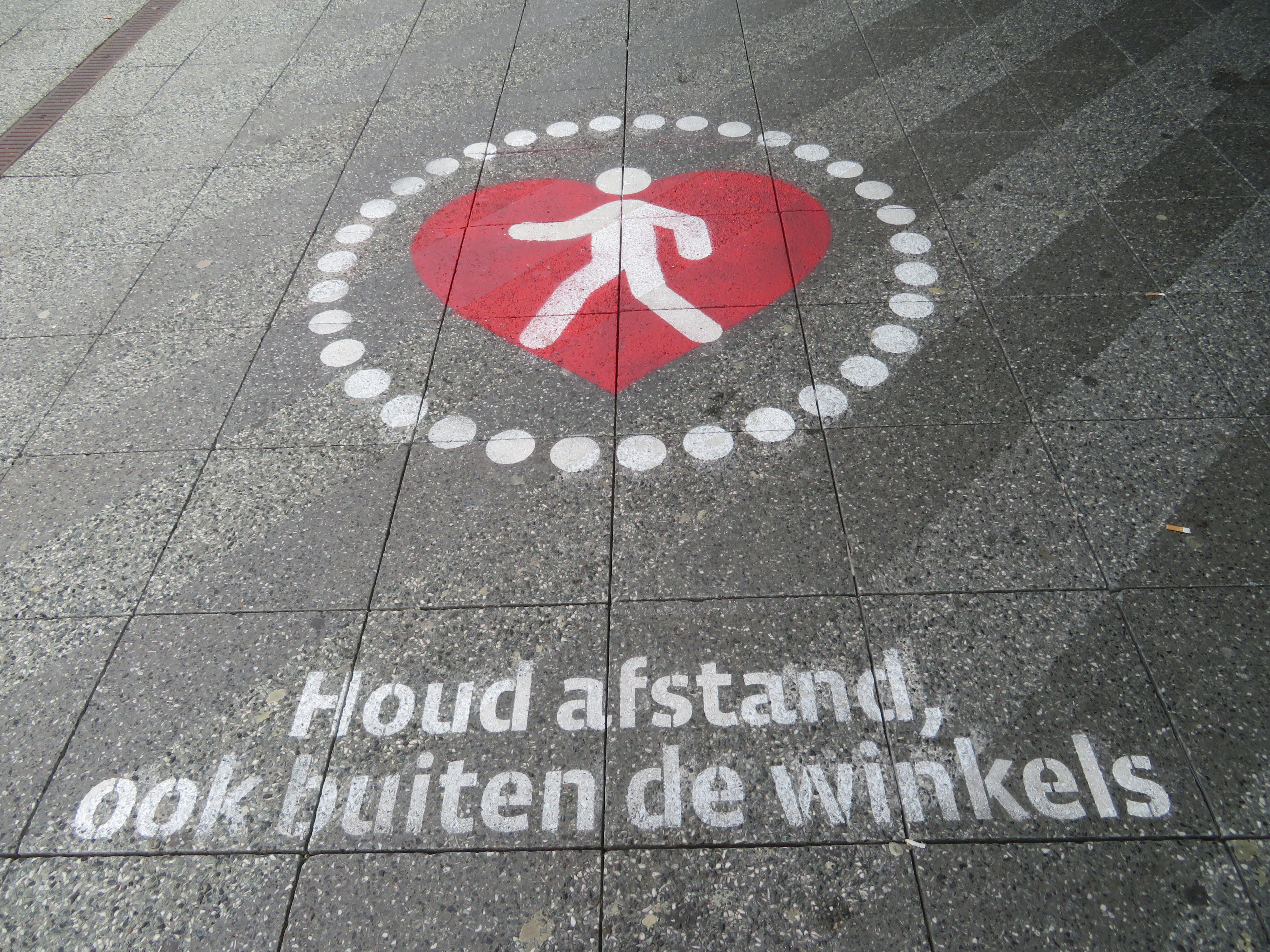
idem